# Jinusean
A Jinusean (hangul: 지누션, Csinusjon, RR: Jinusyeon) 1997-ben alakult dél-koreai hiphop duó, melyet a YG Entertainment szerződtetett. Nevük a két tag angolosított nevének összetétele (Kim Dzsinu (Kim Jin-u): Jinu, No Szunghvan (No Seung-hwan): Sean). A duót a koreai hiphop nagyjaiként szokás emlegetni.

## Története
A duó két tagja debütálásuk előtt is foglalkozott már zenével. Jinu 1994-ben szólóelőadóként jelentetett meg dalt I was the Captain címmel, Sean pedig a Seo Taiji & Boys háttértáncosa volt. 1997-ben debütáltak Gasoline című dalukkal a frissen alapított YG Entertainment második együtteseként. A Gasoline gengszterrap stílusú volt, és teljesen eltért a K-popban megszokott zenei stílustól. Bár a lemez nem aratott kereskedelmi sikert, megalapozta a YG Entertainment jövőjét hiphopkiadóként.
A duó legnagyobb sikerét a Tell Me című dallal aratta, melyben Om Dzsonghva ( Uhm Jung Hwa) énekelt.
A duó 2001-ben megjelent harmadik albumán a The Reign-en olyan nemzetközileg is ismert előadók működtek közre, mint Cypress Hill, Chino XL vagy Mobb Deep.
2004-es utolsó nagylemezükön, a Let's Playen Warren G és Snoop Dogg is közreműködött, a népszerű Phone Number című videóklipben pedig feltűntek jóval később népszerűvé vált énekesek, mint G-Dragon, Taeyang vagy PSY. Utóbbi akkor még nem a YG Entertainmenttel állt szerződésben.
Az együttes 2004 és 2015 között inaktív volt, bár tagjai külön-külön továbbra is a zeneiparban dolgoztak. Jinu producer a YG-nál, a jótékonysági tevékenységéről közismert Sean pedig belső igazgatói posztot kapott.
2015 áprilisában a duó Tell Me One More Time című kislemezével tért vissza, mely a megjelenése napján slágerlista-vezető lett az Olleh, Genie, Naver, Soribada, Monkey3 és a Cyworld digitális listáin.

## Diszkográfia
- 1997: Gasoline
- 1998: The Real
- 1999: 태권 V (Thegvon V (Taekwon V))
- 2001: The Reign
- 2004: 노라보세 (Norabosze (Norabose))
- 2015: 한번 더 말해줘